# Louis Guillaume Poulizac
Louis Guillaume Henri Poulizac est un homme politique français né le 8 octobre 1775 à Quimper (Finistère) et mort le 15 novembre 1853 au même lieu.

## Biographie
Après des études au collège de Quimper, il s'engage auprès des républicains, combattant l'insurrection royaliste dans le Morbihan. Il quitte l'armée en 1800. Avocat, il devient ensuite chef de bureau à la préfecture du Finistère. Juge suppléant à Quimper en 1812, il est député du Finistère en 1815, pendant les Cent-Jours. Destitué de son poste de juge en 1816, il redevient avocat et achète une étude d'avoué en 1826. Il devient conseiller à la cour d'appel de Rennes en 1830 et prend sa retraite en 1852.

## Sources
- « Louis Guillaume Poulizac », dans Adolphe Robert et Gaston Cougny, Dictionnaire des parlementaires français, Edgar Bourloton, 1889-1891 [détail de l’édition]